# Taiwan Open
Il Taiwan Open è stato un torneo femminile di tennis giocato dal 1986 al 1989 e dal 1992 al 1994. Si è disputato a Taipei in Taiwan su campi in sintetico indoor dal 1986 al 1988 e sul cemento nel 1989 e dal 1992 al 1994. Dal 2016 il torneo, torna a Taiwan con sede a Kaohsiung, l'anno successivo viene nuovamente spostato a Taipei. Il torneo è stato sostituito nel 2019 dal Thailand Open.

## Albo d'oro

### Singolare
| Luogo                 | Anno            | Campionessa       | Finalista         | Punteggio     |
| --------------------- | --------------- | ----------------- | ----------------- | ------------- |
| ↓ WTA Tier V ↓        |                 |                   |                   |               |
| Taipei                | 1986            | Patricia Hy       | Adriana Villagrán | 6–7, 6–2, 6–3 |
| Taipei                | 1987            | Anne Minter (1)   | Claudia Porwik    | 6–4, 6–1      |
| Taipei                | 1988            | Stephanie Rehe    | Brenda Schultz    | 6–4, 6–4      |
| Taipei                | 1989            | Anne Minter (2)   | Cammy MacGregor   | 6–1, 4–6, 6–2 |
| Taipei                | 1990-1991       | Non disputato     | Non disputato     | Non disputato |
| Taipei                | ↓ WTA Tier IV ↓ |                   |                   |               |
| Taipei                | 1992            | Shaun Stafford    | Ann Grossman      | 6–1, 6–3      |
| Taipei                | 1993            | Wang Shi-ting (1) | Linda Harvey-Wild | 6–1, 7–6      |
| Taipei                | 1994            | Wang Shi-ting (2) | Kyōko Nagatsuka   | 6–1, 6–3      |
| Taipei                | 1995- 2015      | Non disputato     | Non disputato     | Non disputato |
| ↓ WTA International ↓ |                 |                   |                   |               |
| Kaohsiung             | 2016            | Venus Williams    | Misaki Doi        | 6–4, 6–2      |
| Taipei                | 2017            | Elina Svitolina   | Peng Shuai        | 6–3, 6–2      |
| Taipei                | 2018            | Tímea Babos       | Kateryna Kozlova  | 7–5, 6–1      |

### Doppio
| Luogo                 | Anno            | Campionesse                          | Finaliste                         | Punteggio      |
| --------------------- | --------------- | ------------------------------------ | --------------------------------- | -------------- |
| ↓ WTA Tier V ↓        |                 |                                      |                                   |                |
| Taipei                | 1986            | Lea Antonoplis Barbara Gerken        | Gigi Fernández Susan Leo          | 6–1, 6–2       |
| Taipei                | 1987            | Cammy MacGregor Cynthia MacGregor    | Sandy Collins Sharon Walsh        | 7–6, 5–7, 6–4  |
| Taipei                | 1988            | Patty Fendick Ann Henricksson        | Belinda Cordwell Julie Richardson | 6–2, 2–6, 6–2  |
| Taipei                | 1989            | Maria Lindström Heather Ludloff      | Cecilia Dahlman Nana Miyagi       | 4–6, 7–5, 6–3  |
| Taipei                | 1990- 1991      | Non disputato                        | Non disputato                     | Non disputato  |
| Taipei                | ↓ WTA Tier IV ↓ |                                      |                                   |                |
| Taipei                | 1992            | Jo-Anne Faull Julie Richardson       | Amanda Coetzer Cammy MacGregor    | 3–6, 6–3, 6–2  |
| Taipei                | 1993            | Yayuk Basuki Nana Miyagi             | Jo-Anne Faull Kristine Radford    | 6–4, 6–2       |
| Taipei                | 1994            | Michelle Jaggard-Lai Rene Simpson    | Nancy Feber Alexandra Fusai       | 6–0, 7–6       |
| Taipei                | 1995- 2015      | Non disputato                        | Non disputato                     | Non disputato  |
| ↓ WTA International ↓ |                 |                                      |                                   |                |
| Kaohsiung             | 2016            | Chan Hao-ching (1) Chan Yung-jan (1) | Eri Hozumi Miyu Katō              | 6–4, 6–3       |
| Taipei                | 2017            | Chan Hao-ching (2) Chan Yung-jan (2) | Lucie Hradecká Kateřina Siniaková | 6–4, 6–2       |
| Taipei                | 2018            | Duan Yingying Wang Yafan             | Nao Hibino Oksana Kalašnikova     | 7–6(4), 7–6(5) |